# Felkai András-ösztöndíj
A Felkai András-ösztöndíj célkitűzése, hogy a magyar gazdasági és pénzügyi szektor olyan magasan kvalifikált szakemberekkel gazdagodjon, akiket a névadóhoz hasonlóan pozitív beállítottság, hozzáértés és nemzetközi látókör jellemez. A díj céljának elérése érdekében fiatal magyar gazdasági szakemberek posztgraduális és egyéb kiegészítő tanulmányaihoz nyújt pénzügyi támogatást, továbbá támogatóit és díjazottjait tömörítő aktív szakmai közösséget tart fenn.

## Az ösztöndíj támogatói
Az ösztöndíj pénzügyi alapjának létrehozásában nagy szerepet vállalnak a következő intézmények: Budaörs Önkormányzata, a CIB Bank, Citibank Europe, Dunasecurity Kft., Szabályozó Kft., FX SOFTWARE – Számítástechnikai, Kereskedelmi és Szolgáltató Zrt., Magyar Takarékszövetkezeti Bank Zrt., Nemzetközi Bankárképző Központ, Your Profile Management Consulting Group Kft. és más szervezetek.